# SŽD-Baureihe ТГМ40
Die Lokomotiven der SŽD-Baureihe ТГМ40 (deutsche Transkription TGM40) der Sowjetischen Eisenbahnen (SŽD) sind breitspurige Diesellokomotiven mit dieselhydraulischer Kraftübertragung vorrangig für den Betrieb auf Werksbahnen. Die Serienproduktion begann im Jahr 1982 in der Maschinenfabrik Kambarka. Sie können als Normalspurvariante der schmalspurigen SŽD-Baureihe ТУ7 bezeichnet werden und sind in Ableitung aus dieser Reihe entstanden.

## Historie

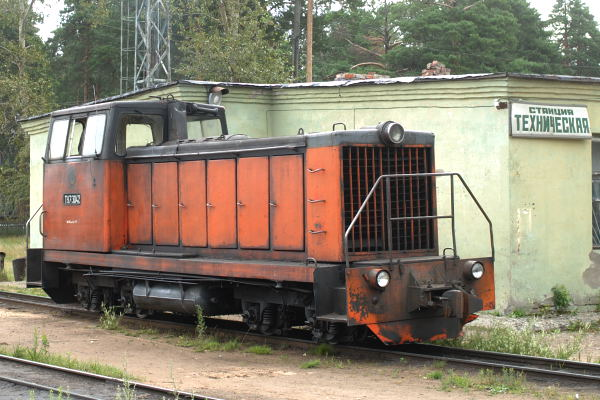
Foto der TU7A-3042

Die Lokomotive wurde ursprünglich unter der Bezeichnung TГ7M geplant. 1981 wurde eine Maschine mit vergrößerten Drehgestellen, erweiterter Kabine, größerem Raddurchmesser und vergrößerter Länge als bei der SŽD-Baureihe ТУ7 für die Arbeit auf Breitspurgleisen projektiert. Von 1982 an wurde diese Diesellok unter dem Markennamen ТГМ40 ausgeliefert.
Man kann sie als erfolgreiche Modifizierung der Schmalspur-Diesellokomotive für die Breitspurbahn bezeichnen. 1983 wurde die Lokomotive auf der Leipziger Messe mit der Goldmedaille ausgezeichnet. Es gibt unterschiedliche Angaben über die gefertigten Lokomotiven.

## Konstruktion

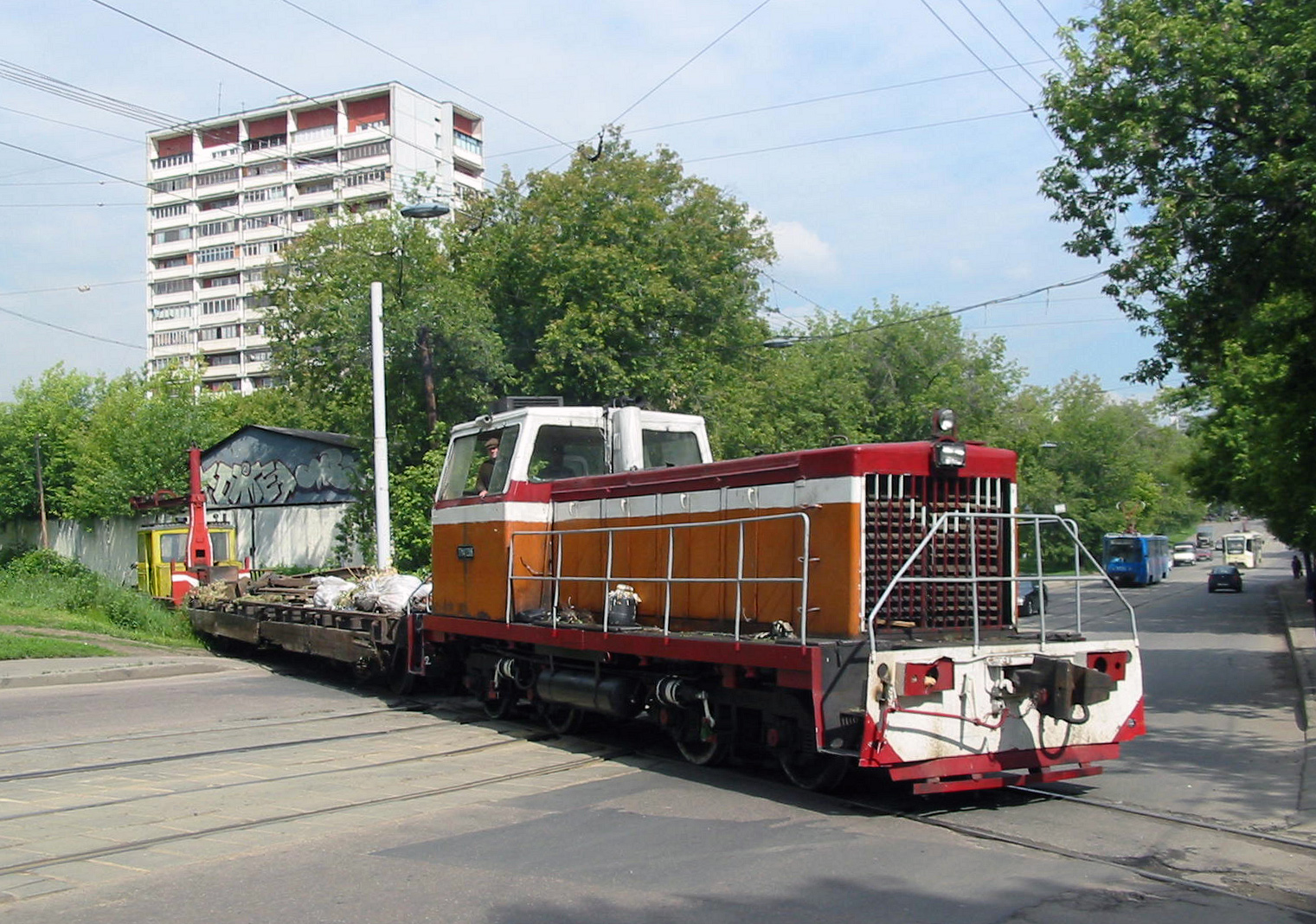
Foto der TГМ40 im typischen Einsatzgebiet – Anschlussbedienung

Die Lokomotive ist ebenso wie die SŽD-Baureihe ТУ7 eine Lokomotive mit einem Endführerstand und einem Vorbau, unter dem sich die Maschinenanlage befindet.
Sie ist mit dem Dieselmotor 1D12-400B ausgerüstet, wie ihn auch schon die SŽD-Baureihe ТУ7 besaß. Sie besitzt ein hydrodynamisches Getriebe, bestehend aus zwei Wandlern. Die Kühlung erfolgt durch einen Kühler, der die Sektionen für die Kühlung des Wassers, des Öles des Dieselmotors und des Öles des Strömungsgetriebes versorgte. Der Ventilator des Kühlers besitzt einen Antrieb über eine abschaltbare hydrodynamische Kupplung. Das Kühlvermögen des Kühlers erlaubt einen Betrieb der Diesellok in tropischen klimatischen Bedingungen.

## Modifikationen

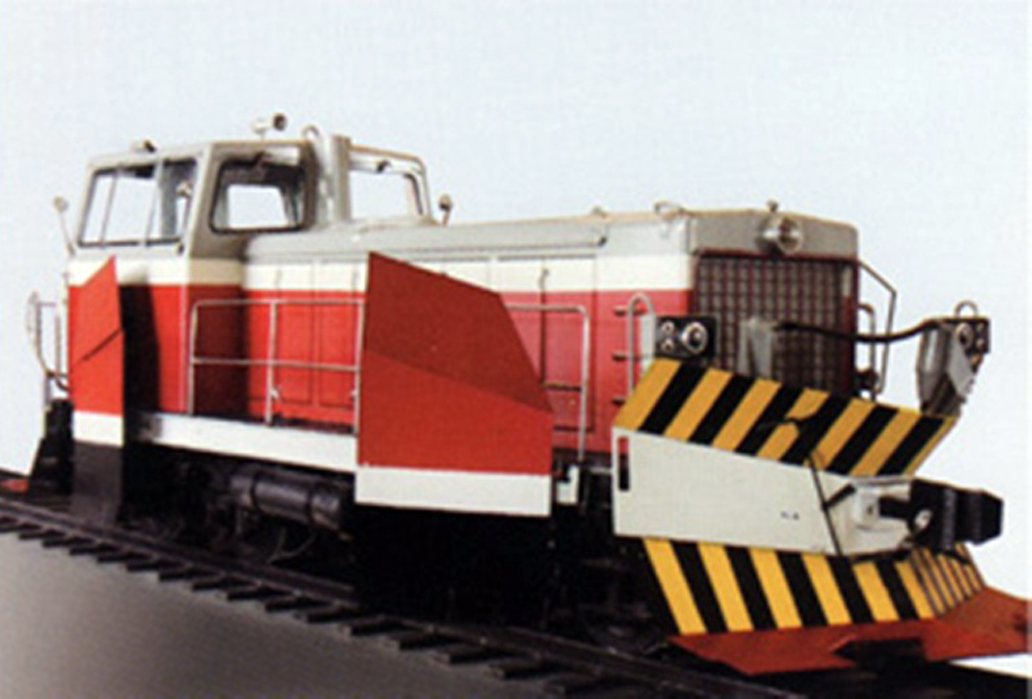
Foto der ТГМ40C

Außer der Basisvariante gibt es noch die ТГМ40C, die mit Schneeräumern ausgerüstet ist.